# 東方教会
東方教会（とうほうきょうかい、英: Eastern Christianity）とは、ビザンチン帝国のキリスト教会を起源とする一連の教会の総称である東方正教会（ギリシャ正教会または単に正教会）のこと。東方正教会は、中東、東欧、ロシアを中心とする18の自立教会の連合体である。広義では、451年のカルケドン公会議で採択された「カルケドン信条」を受けいれなかったネストリウス派教会（中国で景教と呼ばれた）、単性論派教会（アルメニア教会など）といった、東方正教会には含まれないキリスト教の一派も含む。
西方教会と対比する意味での東方教会は、いわゆる東方正教会（ギリシャ正教）とその他の東方諸教会とに大別される。

## 歴史

### 東方教会の歴史
- 395年－ローマ帝国が東西に分割。
- 431年－エフェソス公会議でネストリウス派は異端とされて、東ローマ帝国の教会（のちのギリシャ正教）から分離し、サーサーン朝ペルシアに亡命した。
- 451年－カルケドン公会議で単性説は異端とされて、単性説の一種と見なされた合性論を教理とする集団は東ローマ帝国の教会（のちのギリシャ正教）から大規模に分離し、非カルケドン派正教会を形成した。
- 476年－西ローマ帝国が滅亡。
- 692年－トゥルーリ教会会議（英語版）に西方教会は出席を拒否、西方教会の様々な慣行が批難される。
- 867年－コンスタンティノープル教会会議（英語版）で、フィリオクェ問題に関してローマ教皇ニコラウス1世を破門。
- 1054年－ローマ教皇とコンスタンティノープル総主教が相互破門、東西教会の分裂が決定的となる。
- 1180年－十字軍の影響下で、東方典礼カトリック教会の1つマロン典礼カトリック教会（元は単意論派）が成立。
- 1449年－フィレンツェ公会議で東西教会の合同が審議されるも不成立。
- 1552年－アッシリア東方教会（ネストリウス派）から分離して、東方典礼カトリック教会の1つカルデア典礼カトリック教会が成立。
- 1596年－ブレスト合同によって、東方典礼カトリック教会の1つウクライナ東方カトリック教会（元はギリシャ正教系）が成立。

## 組織と信徒数
広義の東方教会には以下の諸教会が含まれる。
2013年現在、世界に約23億人のキリスト教の信者がいて、その内、正教会（ギリシャ正教）の信者は約3億人である。

### 正教会（ギリシャ正教）
ギリシャ正教（ギリシア語: Ελληνική Ορθόδοξη Εκκλησία、英語: Greek Orthodoxy）・東方正教会とも呼ばれる、第7回までの全地公会議を承認する教会。
- コンスタンティノープル総主教庁－概算信徒数 3,500,000人
- グルジア正教会－概算信徒数 3,500,000人
- ブルガリア正教会－概算信徒数 8,000,000人
- ロシア正教会－概算信徒数	90,000,000人
- セルビア正教会－概算信徒数9,000,000以上
- ギリシャ正教会（ギリシア語: Εκκλησία της Ελλάδος、英語: Church of Greece）－1833年にコンスタンティノープル総主教庁から独立した、ギリシャ共和国にある独立正教会。概算信徒数 10,000,000人
- ルーマニア正教会－概算信徒数 18,817,975人
- 日本ハリストス正教会－概算信徒数 9,619人
- 在外ロシア正教会
- アメリカ正教会

といった、諸々の独立正教会・自治正教会・準自治正教会が連合体を形成している。

### 非カルケドン派正教会
第3回までの全地公会議を承認するものの、第4回のカルケドン公会議の裁定を不服とする教会。
- アルメニア使徒教会
- コプト正教会－現在、エジプト・エチオピア及びエリトリア・アメリカ・オーストラリアを中心に、総計5千万人のコプト系キリスト教徒がいる。
- シリア正教会
- エチオピア正教会－コプト正教会から独立。世界中で公称3600万人の信徒がいる。
- インド正教会

等が含まれる。

### ネストリウス派
第2回までの全地公会議を承認するものの、第3回のエフェソス公会議で異端とされて分立した教会。
- アッシリア東方教会－イラクを中心に分布。近現代以降、米国などに多数の亡命者が移住した[7]。
- トマス派－インド、スリランカ等に分布。

### 東方典礼カトリック教会
典礼（奉神礼）形式はギリシャ正教や東方諸教会とほとんど同一であるが、ローマ教皇の首位権を認めその傘下に入り、教義をローマ・カトリック教会と等しくする諸教会。

### 上記諸教会から異端とされるグループ
現在では消滅したバルカン半島のボゴミル派や、ロシアのモロカン派、ドゥホボルなど。

## 教義

### 「神の母」か「キリストの母」か
聖母マリアの呼称について、「神の母」（生神女とも。ギリシア語では Θεοτόκος：テオトコス、直訳すると「神を産む者」）という呼称が早くから用いられてきたが、ネストリオスはこれを否定して、「キリストの母」（Χριστοτόκος：クリストトコス、直訳すると「キリストを産む者」）という用語が妥当であると提唱した。これは、キリストの位格は1つではなく、神格と人格との2つの位格に分離され、聖母マリアはイエス・キリストの人格においてのみの産み主であるという教理に基づくものであり、マリア神学というよりはキリスト論が根幹である。このネストリオスの教説は、エフェソス公会議において異端とされた。

### 両性説と単性説、合性説
イエス・キリストの神性と人性についての解釈。カルケドン公会議で、両性説が正統・単性説が異端とされたが、その際に単性説派と見なされて分離した非カルケドン派正教会は、自らの教理を単性説ではなく合性論であると自認し、カルケドン公会議の裁定を不服とする。

## 樹形図（概略）

キリスト教諸教派の成立の概略を表す樹形図。更に細かい分類方法と経緯があり、この図はあくまで概略である事に注意。